# Efektywność rynku finansowego
Efektywność rynku finansowego (ang. financial market efficiency) – grupa koncepcji koncepcji dotyczących efektywności rynku finansowego. 
Najszerzej omawianym zagadnieniem jest efektywność informacyjna lub cenowa, która jest miarą tego, jak szybko i całkowicie cena pojedynczego składnika aktywów odzwierciedla dostępne informacje o wartości aktywów. Inne koncepcje obejmują sprawność funkcjonalną / operacyjną, która jest odwrotnie proporcjonalna do kosztów ponoszonych przez inwestorów w związku z dokonywaniem transakcji oraz efektywności alokacji, która jest miarą tego, jak daleko rynek przekazuje fundusze od ostatecznych kredytodawców do ostatecznych kredytobiorców w taki sposób, że fundusze są używane w najbardziej produktywny sposób.

## Rodzaje efektywności rynku
W przypadku pojęcia efektywności rynku występują trzy powszechne rodzaje: alokacyjna, operacyjna i informacyjna. Jednak inne rodzaje efektywności rynku są również uznawane.
James Tobin zidentyfikował cztery rodzaje efektywności, które mogą występować na rynku finansowym.
1. Efektywność arbitrażu informacyjnego
Ceny aktywów w pełni odzwierciedlają wszystkie informacje dostępne prywatnie (najmniej wymagający wymóg dla efektywnego rynku, ponieważ arbitraż obejmuje możliwe do zrealizowania, wolne od ryzyka transakcje).
Arbitraż polega na wykorzystywaniu podobieństw cenowych instrumentów finansowych między 2 lub więcej rynkami poprzez handel w celu generowania zysków.
Obejmuje tylko transakcje wolne od ryzyka, a informacje wykorzystywane do handlu są uzyskiwane bez żadnych kosztów.
Dlatego możliwości zysku nie są w pełni wykorzystywane i można powiedzieć, że arbitraż jest wynikiem nieefektywności rynku.
Odzwierciedla to półsilną formę efektywności.
2. Podstawowa efektywność wyceny
Ceny aktywów odzwierciedlają oczekiwane przepływy płatności związane z posiadaniem aktywów (prognozy zysków są prawidłowe, przyciągają inwestorów).
Podstawowa wycena obejmuje mniejsze ryzyko i mniejsze możliwości zysku. Odnosi się do dokładności przewidywanego zwrotu z inwestycji.
Rynki finansowe charakteryzują się przewidywalnością i niespójnymi rozbieżnościami, które wymuszają, aby ceny zawsze odbiegały od ich fundamentalnych wycen.
Odzwierciedla to słaby model wydajności informacji.
3. Pełna efektywność ubezpieczenia
Zapewnia to ciągłą dostawę towarów i usług we wszystkich sytuacjach awaryjnych.
4. Efektywność funkcjonalna / operacyjna
Produkty i usługi dostępne na rynkach finansowych są oferowane po najniższych kosztach i są bezpośrednio przydatne dla uczestników.
Każdy rynek finansowy będzie zawierał unikalną mieszankę zidentyfikowanych typów efektywności.

## Efektywność alokacyjna
Główny artykuł: Efektywność ekonomiczna

## Efektywność informacyjna
Główny artykuł: Hipoteza rynku efektywnego

### Poziomy efektywności informacyjnej
W latach siedemdziesiątych XX wieku Eugene Fama zdefiniował efektywny rynek finansowy jako „taki, w którym ceny zawsze w pełni odzwierciedlają dostępne informacje”.
Fama zidentyfikował trzy poziomy efektywności rynku:
1. Słaba forma efektywności
Ceny papierów wartościowych natychmiast i w pełni odzwierciedlają wszystkie informacje o poprzednich cenach. Oznacza to, że przyszłych zmian cen nie można przewidzieć za pomocą poprzednich cen, tj. Przeszłe dane dotyczące cen akcji nie mają sensu w przewidywaniu przyszłych zmian cen akcji.
2. Efektywność półsilna
Ceny aktywów w pełni odzwierciedlają wszystkie publicznie dostępne informacje. Dlatego tylko inwestorzy z dodatkowymi informacjami wewnętrznymi mogą mieć przewagę na rynku. Wszelkie anomalie cenowe są szybko wykrywane i rynek akcji się dostosowuje.
3. Silna forma efektywności
Ceny aktywów w pełni odzwierciedlają wszystkie dostępne informacje publiczne i wewnętrzne. Dlatego nikt nie może mieć przewagi na rynku w przewidywaniu cen, ponieważ nie ma danych, które zapewniłyby jakąkolwiek dodatkową wartość dla inwestorów.

### Hipoteza rynku efektywnego
Fama stworzył również hipotezę rynku efektywnego, która stwierdza, że w danym momencie ceny na rynku już odzwierciedlają wszystkie znane informacje, a także szybko się zmieniają, aby odzwierciedlić nowe informacje.
Dlatego nikt nie może przewyższyć rynku, wykorzystując te same informacje, które są już dostępne dla wszystkich inwestorów, z wyjątkiem szczęścia.

### Teoria błądzenia losowego
Inną teorią związaną ze skuteczną hipotezą rynkową stworzoną przez Louisa Bacheliera jest teoria „błądzenia losowego”, która stwierdza, że ceny na rynkach finansowych ewoluują losowo.
Dlatego określenie trendów lub wzorców zmian cen na rynku nie może być wykorzystane do przewidywania przyszłej wartości instrumentów finansowych.

### Dowody

#### Dowody efektywności rynku finansowego
- Przewidywanie przyszłych cen aktywów nie zawsze jest dokładne (reprezentuje słabą formę efektywności)

- Ceny aktywów zawsze szybko odzwierciedlają wszystkie nowe dostępne informacje (reprezentuje pół-silny formularz efektywności)

- Inwestorzy nie mogą często wyprzedzać rynku (reprezentuje silną formę efektywności)

#### Dowody nieefektywności rynku finansowego
- Istnieje obszerna literatura na temat akademickich transakcji finansowych, dotycząca efektu pędu, który zidentyfikowali Jegadeesh i Titman[5][6].

Zapasy, które osiągnęły stosunkowo dobre wyniki (słabe) w ciągu ostatnich 3 do 12 miesięcy, nadal radzą sobie dobrze (słabo) w ciągu następnych 3 do 12 miesięcy. Strategia pędu jest już od dawna wygrana i zwalnia ostatnich przegranych i generuje dodatnie średnie zyski skorygowane o ryzyko. Opierając się po prostu na zwrotach z przeszłych akcji, które są funkcjami poprzednich cen (dywidendy można zignorować), efekt dynamiki daje mocne dowody na słabą wydajność rynku i zaobserwowano go w zwrotach z zapasów większości krajów, w zwrotach z przemysłu i w krajowych indeksach rynku akcji. Co więcej, Fama przyjął, że pęd jest najważniejszą anomalią.
- Efekt stycznia (powtarzające się i przewidywalne ruchy cen i wzorce występują na rynku)

- Krach na giełdzie, bańki aktywów i bańki kredytowe

- Inwestorzy, którzy często wyprzedzają rynek, tacy jak Warren Buffett[9], inwestorzy instytucjonalni i korporacje inwestujące we własne akcje

- Niektóre ceny na rynku kredytów konsumenckich nie dostosowują się do zmian prawnych, które wpływają na przyszłe straty

### Konkluzja
Efektywność rynku finansowego jest ważnym tematem w świecie finansów. Podczas gdy większość finansistów uważa, że rynki nie są ani efektywne w sensie absolutnym, ani wyjątkowo nieefektywne, nie ma wśród wielu z nich zgodności, gdzie na linii efektywności wypadają rynki światowe.